# Clarence Dock

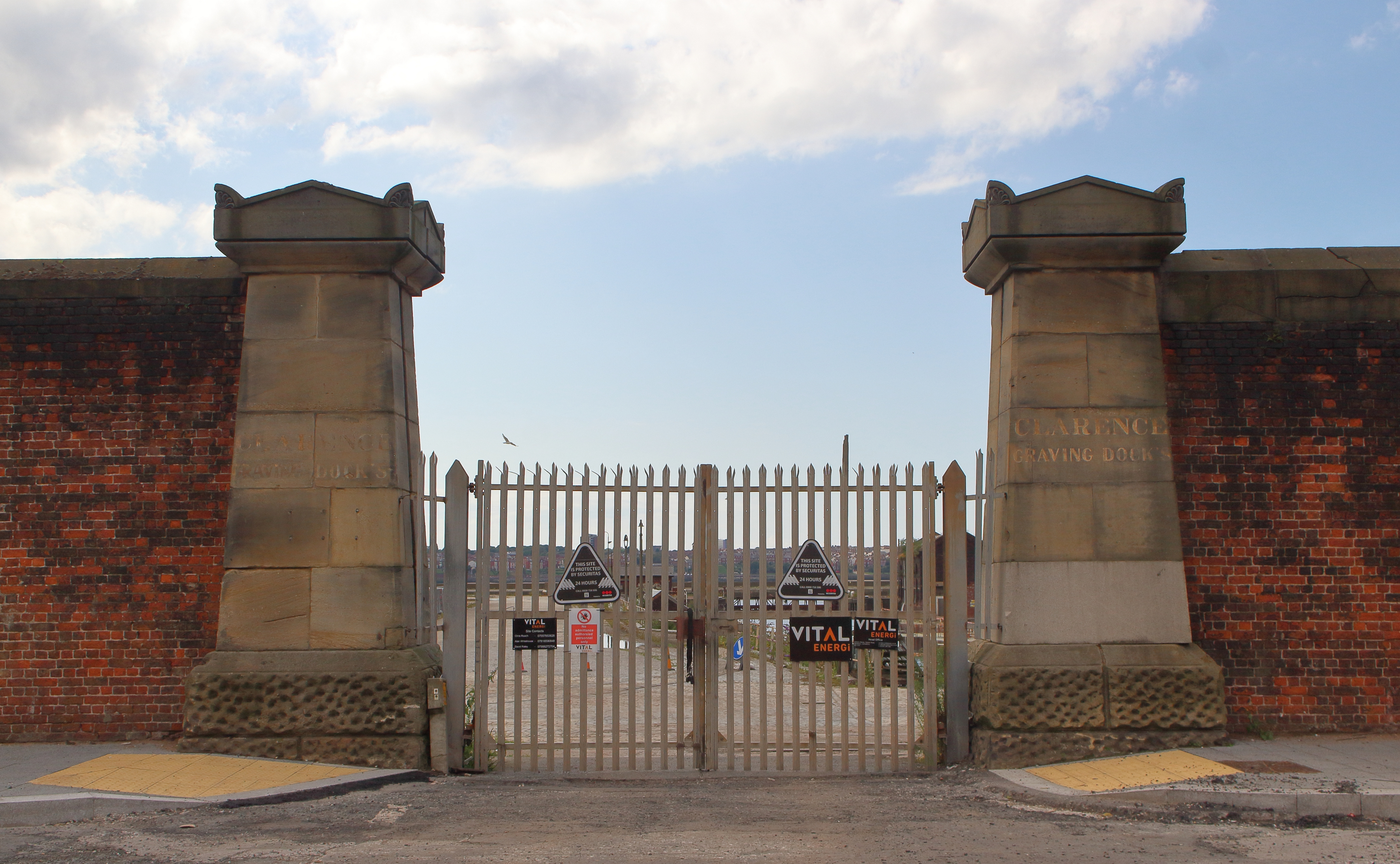
Vstupní brána do přístavu

Clarence Dock je dok na anglické řece Mersey, součást rozsáhlého systému Port of Liverpool. Nachází se v severní části systému, v oblasti Vauxhall. Dok byl propojen s Trafalgar Dock. Jeho architektem byl Jesse Hartley a otevřen byl 16. září 1830. Pojmenován byl po Vilému IV. Britském, vévodovi z Clarence. Dok je součástí zástavbového projektu Liverpool Waters. Na jeho místě by měly být vystavěny výškové budovy.
Nachází se zde automobilové kino. V květnu roku 2017 na jeho místě vystoupil velšský hudebník John Cale se speciálním programem, při němž představil v celém svém rozsahu album The Velvet Underground & Nico (s vybranými písněmi z desky White Light/White Heat) za doprovodu speciálních hostů (The Kills, Gruff Rhys, Nadine Shah a další). Původně mělo jít o samostatné vystoupení, později se však stalo součástí festivalu Liverpool Sound City, který se konal na témže místě.